# ドリーム・アカデミー
ドリーム・アカデミー（英語: The Dream Academy）は、1985年にデビューしたイギリスのロック・バンド。当時としては珍しいアコースティックな音楽で注目を浴びた。
ファースト・アルバム『ドリーム・アカデミー』は、ピンク・フロイドのデヴィッド・ギルモアがプロデューサーとして名を連ねている。スタジアム・ロックと呼ばれるような派手な楽曲が主流となっていた時代に、非常にシンプルなサウンドを展開し異彩を放った。シングル「ライフ・イン・ア・ノーザン・タウン」は全英15位にランクインし、海の向こうのアメリカでも全米シングルチャートで7位を記録するヒットとなると共に、1997年には、イギリス出身のエレクトロミュージシャントリオ、ダリオ・Gにより、サンプリングに用いられた「サンシャイム」が全英でヒットしている。
高い評価と期待を受けていたものの、バンドとしての活動期間は非常に短く、アルバム3枚を発表しただけで1990年に解散。それ以降は各メンバーのソロ活動に入る。ニック・レアード・クロウズは、ピンク・フロイドのアルバム『対』（1994年）収録の「Poles Apart」を共作している。
1986年、プロモーションのために初来日。
2016年、ニックとケイトの2人がドリーム・アカデミー（The Dream Academy (Nick And Kate)名義）として来日公演を行った。

## メンバー
- ニック・レアード・クロウズ（英語版） (Nick Laird-Clowes) - ギター、ボーカル
- ケイト・セント・ジョン (Kate St John) - サクソフォーン、ボーカル
- ギルバート・ガブリエル（英語版） (Gilbert Gabriel) - キーボード、ベース、ボーカル

## ディスコグラフィ

### スタジオ・アルバム
- 『ドリーム・アカデミー』 - The Dream Academy (1985年)
- 『リメンブランス・デイズ』 - Remembrance Days (1987年)
- 『ディファレント・カインド・オブ・ウェザー』 - A Different Kind of Weather (1990年)

### コンピレーション・アルバム
- 『サムホエア・イン・ザ・サン…ベスト・オブ・ザ・ドリーム・アカデミー』 - Somewhere in the Sun... Best of the Dream Academy (1999年)
- 『ザ・モーニング・ラステッド・オール・デイ ア・レトロスペクティヴ』 - The Morning Lasted All Day: A Retrospective (2014年)

### シングル
- 「ライフ・イン・ア・ノーザン・タウン」 - "Life in a Northern Town" (1985年)
- 「ザ・エッジ・オフ・フォーエヴァー」 - "The Edge of Forever" (1985年)
- "This World" (1985年)
- 「ラヴ・パレード」 - "The Love Parade" (1986年)
- 「プリーズ・プリーズ」 - "Please, Please, Please Let Me Get What I Want" (1986年)
- 「インディアン・サマー」 - "Indian Summer" (1986年)
- 「レッスン・オブ・ラヴ」 - "The Lesson of Love" (1987年)
- "Power to Believe" (1987年)
- 「イン・ザ・ハート」 - "In the Heart" (1987年) ※日本限定リリース。ハートランドビール・イメージソング
- 「ラブ」 - "Love" (1990年)
- 「エンジェル・オブ・マーシー」 - " Angel of Mercy" (1991年)
- "Sunrising" (2014年)